# Erich Kleiber
Erich Kleiber (ur. 5 sierpnia 1890 w Wiedniu zm. 27 stycznia 1956 w Zurychu) – austriacki dyrygent i kompozytor. Ojciec Carlosa Kleibera.

## Życiorys
Był studentem praskiego konserwatorium. Studiował także historię, filozofię i historię sztuki na praskim uniwersytecie.

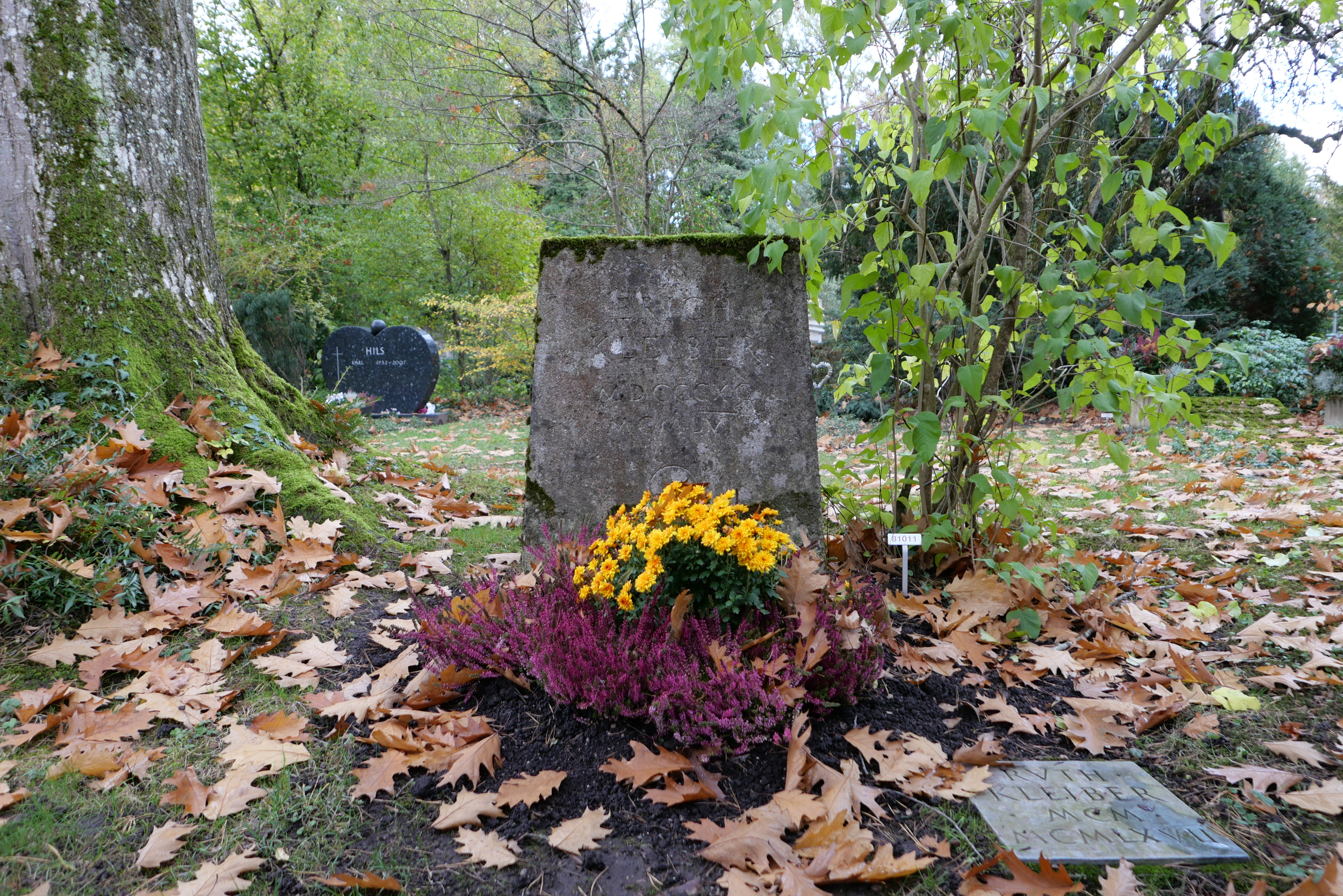
Grób Kleibera i jego żony Ruth Goodrich (1900-1967) na cmentarzu Hönggerberg w Zurychu.

Jako Dyrygent debiutował w 1911 w Praskim Teatrze Narodowym. W 1912 przyjął posadę trzeciego dyrygenta w Darmstadt, w 1919 był już pierwszym dyrygentem w Barmen-Elberfeld. W 1921 przyjął stanowisko pierwszego dyrygenta w Düsseldorfie, a w 1922 w Mannheim. Przełomowy dla jego kariery był rok 1923, w którym dostał propozycję objęcia vacatu dyrektora Staatsoper Unter den Linden w Berlinie, gdzie pokonał znamienitych i bardziej znanych konkurentów: Zemlinskiego, Klemperera i Waltera. W 1925 dyrygował prapremierą Wozzecka Albana Berga. W repertuarze berlińskiej opery zagościła Jenůfa Leoša Janáčka i Christophe Colombe Dariusa Milhauda. Kiedy w 1935 roku naziści uniemożliwili mu realizację premiery Lulu Albana Berga, opuścił Niemcy i podróżował po Europie, dyrygując z sukcesem wieloma orkiestrami. Ostatecznie osiadł w Argentynie, gdzie regularnie dyrygował w Teatro Colón w Buenos Aires. W 1938 przyjął argentyńskie obywatelstwo. Koncertował w obu Amerykach m.in. z Orkiestrą NBC Symphony Orchestra na zaproszenie Arturo Toscaniniego w 1946 roku. Do Europy wrócił w 1949. W latach 1950–1953 współpracował z londyńską Covent Garden. Do Berlina powrócił w 1951, jednakże podział Berlina spowodował rezygnację z objęcia posady szefa Berlińskiej Opery tuż przed jej ponownym otwarciem w 1955. Potem dyrygował w Wiedniu, Londynie i Amsterdamie. Zmarł w Zurychu na zawał serca.

## Osiągnięcia
Dyrygentura Ericha Kleibera zawsze była podporządkowana wewnętrznym rytmom utworu. Wręcz metronomiczny charakter jego nagrań uwydatnia wiele szczegółów kompozycyjnych, które umykały w realizacjach dyrygentów ze szkoły romantycznej. Był jednym z dyrygentów tzw. Wielkiej Piątki (do której oprócz Ericha Kleibera zalicza się Wilhelma Furtwänglera, Otto Klemperera, Arturo Toscaniniego i Bruno Waltera). Pozostawił po sobie wiele nagrań płytowych, z których najsłynniejsze zrealizował po wojnie: III Symfonia Es-dur op. 55 (1950) i V Symfonia c-moll op. 67 (1953) Beethovena z Koninklijk Concertgebouworkest z Amsterdamu, Wesele Figara (1955) Mozarta i Kawaler srebrnej róży (1954) Richarda Straussa z Operą wiedeńską uważane są do dziś za arcydzieła sztuki dyrygenckiej. Publikował także własne kompozycje: Koncerty fortepianowy i smyczkowy, Wariacje orkiestrowe i Kaprys na orkiestrę.